# Дървото на желанията
„Дървото на желанията“ (на грузински: ნატვრის ხე) е съветски филм от 1977 година, драма на режисьора Тенгиз Абуладзе по негов сценарий в съавторство с Реваз Инанишвили, базиран на 22 разказа от Гиорги Леонидзе от сборника „Вълшебното дърво“.
Действието се развива в грузинско село от началото на XX век като в централния сюжет млада жена е омъжена принудително от семейството си в голям и заможен род, след което е ритуално убита за изневярата си. Главните роли се изпълняват от Лика Кавжарадзе, Иосеб Джачвлиани, Кахи Кавсадзе, Коте Даушвили.
„Дървото на желанията“ е средният филм от трилогията на Абуладзе, включваща още „Молба“ (1968) и „Покаяние“ (1984).